# Aerodramus vulcanorum
Aerodramus vulcanorum là một loài chim trong họ Apodidae.